# Niet Vergeten
Niet Vergeten is een herdenkingsmonument aan de Wemenstraat in Hengelo in de Nederlandse provincie Overijssel. 
Het monument bestaat uit een gemetselde gedenkmuur met een bronzen plaquette. Het monument gedenkt de burgerslachtoffers van de bombardementen op Hengelo tijdens de Tweede Wereldoorlog. Voor de bezetter was treinstation Hengelo belangrijk, omdat het met alle delen van Nederland was verbonden. De bombardementen van de geallieerden waren gericht op het lamleggen van dit bedrijvige spoorwegknooppunt. Als gevolg van de vele bombardementen bestond de binnenstad van Hengelo na de oorlog voor een groot deel uit ruïnes. De plaquette is daarom aangebracht op het restant van een muur. Het monument werd onthuld op 4 april 1995. De maker van de plaquette is kunstenaar Ruurd Hallema. 
Op de plaquette staan in reliëf een aantal figuren afgebeeld met de tekst:
NIET VERGETEN TER NAGEDACHTENIS AAN DE SLACHTOFFERS VAN DE BOMBARDEMENTEN OP HENGELO 1940-1945
HENGELO GEDENKT 4 MEI 1995